# Videna pumila
Videna pumila es una especie de molusco gasterópodo terrestre de la familia Trochomorphidae en el orden de los Stylommatophora.

## Distribución geográfica
Es endémica de Palaos.